# Brömsebroi béke

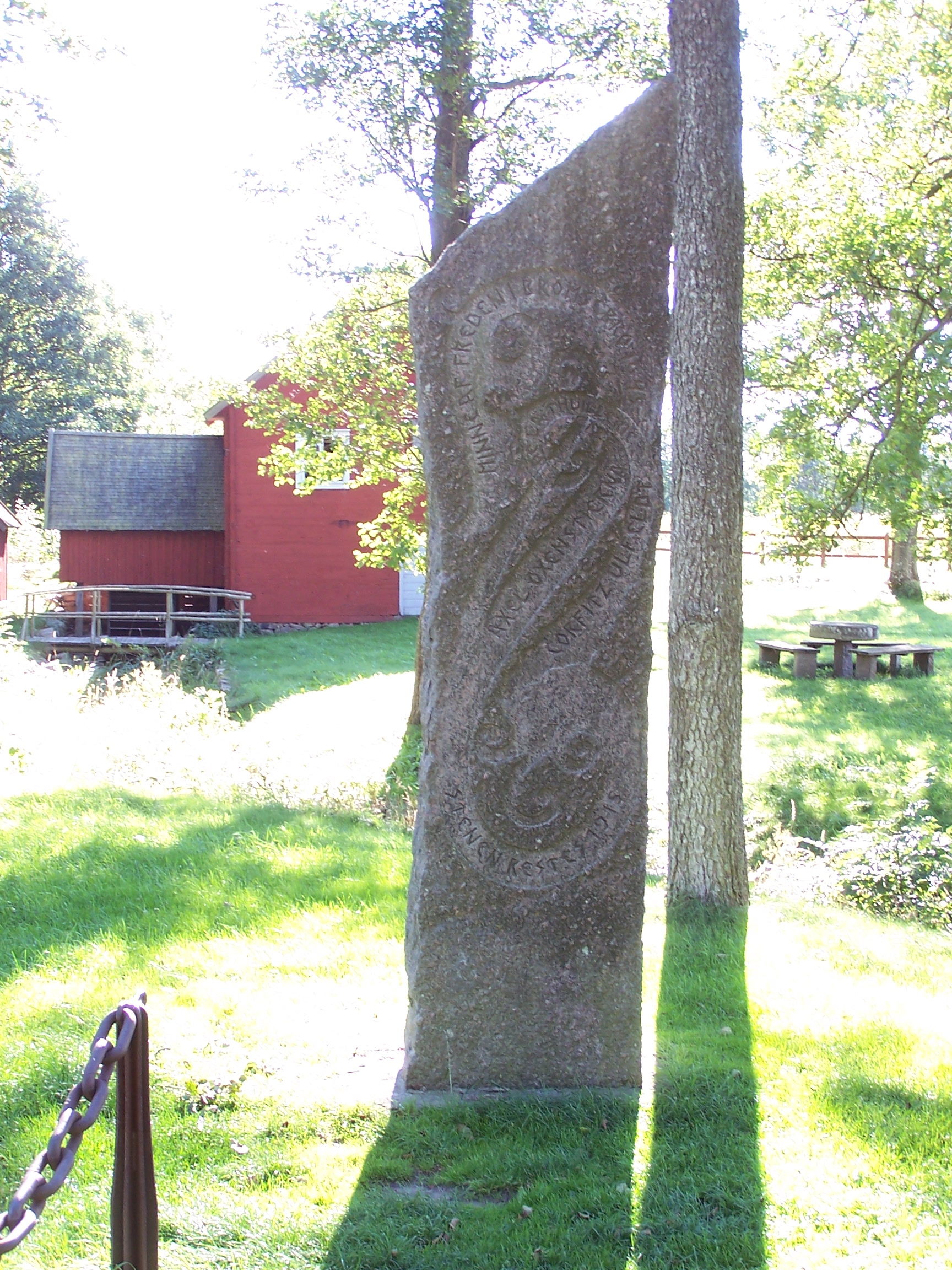
A békekötés emlékműve Brömsebro-ban (épült 1915-ben)

A brömsebroi béke, amelyet 1645. augusztus 23-án (Julián-naptár sz. augusztus 13-án) kötöttek meg, véget vetett az 1643-ban kezdődött Torstenson-háborúnak Svédország és Dánia–Norvégia között. A béketárgyalásokat a Brömsebro nevű faluban kezdték el (Blekinge tartomány). A svédek katonai fölénye arra kényszerítette a dánokat, hogy feladják Jämtland és Härjedalen tartományokat, valamit a balti-tengeri Gotland és Saaremaa szigeteket. Ezen kívül Halland tartományt is megkapták 30 évre, de 1658-ban a roskildei béke végleg Svédországhoz csatolta.